# کولین فیتزجرالد
کولین فیتزجرالد (انگلیسی: Colin Fitzgerald؛ زادهٔ ۲۶ نوامبر ۱۹۵۵) دوچرخه‌سوار اهل استرالیا است. وی در بازی‌های المپیک تابستانی ۱۹۸۰ شرکت کرده است.